# فهرست کشورها بر پایه تاریخ تصویب پرچم کنونی
این فهرست کشورها بر پایهٔ زمان تصویب پرچم کنونی است. برای بیشتر کشورها زمان تصویب پرچم، مشخص است اما برای برخی کشورهای دیگر، تعریف این فهرست قابل تأمل و قابل بحث است.

## فهرست
| کشور                   | تصویب طرح کنونی پرچم | نخستین استفاده از طرح کنونی پرچم                             | آخرین تغییر طرح پرچم کنونی                                                              |
| ---------------------- | -------------------- | ------------------------------------------------------------ | --------------------------------------------------------------------------------------- |
| ایران                  | ۱۳۷۰ (or earlier)    | ۱۳۷۰ (or earlier)                                            | ۱۸۹۳ (proportions formalized)                                                           |
| هلند                   | ۱۵۷۲                 | ۱۵۷۲                                                         | ۱۹۳۷ (colours formalized)                                                               |
| بریتانیا               | ۱۶۰۶                 | ۱۶۰۶                                                         | ۱۸۰۱ (added the Cross of Saint Patrick)                                                 |
| شیلی                   | ۱۸۱۷                 | ۱۸۱۷                                                         |                                                                                         |
| آرژانتین               | ۱۸۱۸                 | ۱۸۱۲                                                         | ۲۰۱۲ (proportions standardised)                                                         |
| نروژ                   | ۱۸۲۱                 | ۱۸۲۱                                                         |                                                                                         |
| پرو                    | ۱۸۲۵                 | ۱۸۲۲                                                         |                                                                                         |
| اروگوئه                | ۱۸۲۸                 | ۱۸۲۸                                                         | ۱۸۳۰                                                                                    |
| فرانسه                 | ۱۸۳۰                 | ۱۷۹۴                                                         | ۱۸۳۰                                                                                    |
| تونس                   | ۱۸۳۱                 | ۱۸٢٧                                                         | ۱۹۹۹                                                                                    |
| بلژیک                  | ۱۸۳۱                 | ۱۸۳۱                                                         | ۱۸۳۱                                                                                    |
| پاراگوئه               | ۱۸۴۲                 | ۱۸۴۲                                                         | ۲۰۱۳ (نشان modified)                                                                    |
| ترکیه                  | ۱۸۴۴                 | ۱۷۹۳ (naval ensign)                                          | ۱۹۳۶ (proportions standardised)                                                         |
| لیبریا                 | ۱۸۴۷                 | ۱۸۴۷                                                         | ۱۸۴۷                                                                                    |
| رومانی                 | ۱۹۸۹                 | ۱۸۶۷                                                         | ۱۸۶۷                                                                                    |
| بولیوی                 | ۱۸۵۱                 | ۱۸۵۱                                                         | ۱۸۵۱                                                                                    |
| اکوادور                | ۱۸۶۰                 | ۱۸۱۰                                                         | ۱۸۶۰                                                                                    |
| کلمبیا                 | ۱۸۶۱                 | ۱۸۱۰                                                         | ۱۹۴۹ (official pattern issued, all flags به همراه یکrms modified)                       |
| سان مارینو             | ۱۸۶۲                 | ۱۷۹۷                                                         | ۱۹۷۱ (proportions standardised)                                                         |
| هندوراس                | ۱۸۶۶                 | ۱۸۲۳                                                         | ۱۹۳۳                                                                                    |
| ژاپن                   | ۱۸۷۰                 | دهه ۷۰۰ (disputed)                                           | ۱۹۹۹ (sun-disc is perfectly centered وproportions fixed)                                |
| گواتمالا               | ۱۸۷۱                 | ۱۸۶۸                                                         | ۱۹۶۸                                                                                    |
| تونگا                  | ۱۸۷۵                 | ۱۶۷۴ (as English Red Ensign)                                 | ۱۸۷۵                                                                                    |
| موناکو                 | ۱۸۸۱                 | ۱۸۸۱                                                         | ۱۸۸۱                                                                                    |
| صربستان                | ۲۰۱۰                 | ۲۰۰۴                                                         | ۲۰۱۰ (طراحی دوباره نشان)                                                                |
| کره جنوبی              | ۱۸۸۳                 | ۱۸۸۲ (طراحیed by the King Gojong or Pak Yeong-hyo)           | ۱۹۴۸ (Korean Assembly readopted this as the national flag with modification of taegeuk) |
| سوئیس                  | ۱۸۸۹                 | ۱۴۷۰                                                         | ۱۸۴۱                                                                                    |
| فیلیپین                | ۱۸۹۸                 | ۱۸۹۸                                                         | ۱۹۹۸ (present definitive shades of blue وred)                                           |
| استرالیا               | ۱۹۰۱                 | ۱۹۰۱                                                         | ۱۹۳۴ (dimensions officially gazetted)                                                   |
| نیوزیلند               | ۱۹۰۲                 | ۱۸۶۹                                                         |                                                                                         |
| کوبا                   | ۱۹۰۲                 | ۱۸۶۸ (naval jack of Cuba)                                    | ۱۹۰۲                                                                                    |
| پاناما                 | ۱۹۰۳                 |                                                              |                                                                                         |
| سوئد                   | ۱۹۰۶                 | ۱۵۶۲ (or earlier)                                            | ۱۹۰۶                                                                                    |
| کاستاریکا              | ۱۹۰۶                 | ۱۹۰۶                                                         | ۱۹۹۸ (changes toنشان)                                                                   |
| جمهوری دومینیکن        | ۱۹۰۸                 | ۱۸۴۴                                                         | ۱۹۰۸                                                                                    |
| پرتغال                 | ۱۹۱۱                 | ۱۹۱۱                                                         | ۱۹۱۱                                                                                    |
| السالوادور             | ۱۹۱۲                 |                                                              |                                                                                         |
| تایلند                 | ۱۹۱۷                 |                                                              |                                                                                         |
| اتریش                  | ۱۹۱۸                 | ۱۲۳۰                                                         | ۱۲۳۰                                                                                    |
| اوکراین                | ۱۹۹۲                 | ۱۸۴۸                                                         | ۱۹۱۸                                                                                    |
| لتونی                  | ۱۹۹۰                 | ۱۲۷۹                                                         | ۱۹۱۸                                                                                    |
| لیتوانی                | ۱۹۸۸                 | ۱۹۱۸                                                         | ۲۰۰۴ (نسبت تغییر کرد)                                                                   |
| استونی                 | ۱۹۹۰                 | ۱۹۱۸                                                         | ۱۹۱۸                                                                                    |
| فنلاند                 | ۱۹۱۸                 |                                                              |                                                                                         |
| جمهوری آذربایجان       | ۱۹۹۰                 | ۱۹۱۸                                                         | ۱۹۱۸                                                                                    |
| آلمان                  | ۱۹۴۹                 | ۱۹۱۹                                                         | ۱۹۴۹                                                                                    |
| جمهوری ایرلند          | ۱۹۱۹                 |                                                              |                                                                                         |
| لهستان                 | ۱۹۱۹                 | ۱۸۳۱                                                         | ۱۹۲۱ (colours formalised)                                                               |
| اردن                   | ۱۹۲۰                 |                                                              | ۱۹۲۸ (star introduced)                                                                  |
| تایوان                 | ۱۹۲۱                 |                                                              |                                                                                         |
| واتیکان                | ۱۹۲۹                 |                                                              |                                                                                         |
| لیختن‌اشتاین            | ۱۹۳۷                 |                                                              |                                                                                         |
| لبنان                  | ۱۹۴۳                 |                                                              |                                                                                         |
| ایسلند                 | ۱۹۴۴                 |                                                              |                                                                                         |
| اندونزی                | ۱۹۴۵                 | ۱۸۸۱                                                         | ۱۸۸۱                                                                                    |
| ویتنام                 | ۱۹۴۵                 |                                                              |                                                                                         |
| پاکستان                | ۱۹۴۷                 |                                                              |                                                                                         |
| ایتالیا                | ۱۹۴۸                 | ۱۷۹۶ (with ناپلئون یکم)                                      | ۱۹۴۸ (remove the monarch banner, proclamation جمهوری ایتالیا)                           |
| کره شمالی              | ۱۹۴۸                 |                                                              |                                                                                         |
| اسرائیل                | ۱۹۴۸                 |                                                              |                                                                                         |
| کامبوج                 | ۱۹۹۳                 | ۱۹۴۸                                                         | ۱۹۹۳ (قبول دوباره)                                                                      |
| ساموآ                  | ۱۹۴۹                 |                                                              |                                                                                         |
| چین                    | ۱۹۴۹                 | ۱۹۴۹                                                         |                                                                                         |
| سومالی                 | ۱۹۵۴                 |                                                              |                                                                                         |
| مراکش                  | ۱۲۴۴                 | ۱۷۹۵ (Yellow Marinid Star replaced by a the Seal of Solomon) | ۱۹۱۵ (The Seal of Solomon is replaced by a green pentagram)                             |
| مجارستان               | ۱۹۵۷                 | ۱۸۴۸ (۱۶۸۱)                                                  | ۱۹۵۶ – removing the Rákosi-نشان                                                         |
| ماداگاسکار             | ۱۹۵۸                 |                                                              |                                                                                         |
| گینه                   | ۱۹۵۸                 |                                                              |                                                                                         |
| جمهوری آفریقای مرکزی   | ۱۹۵۸                 |                                                              |                                                                                         |
| موریتانی               | ۱۹۵۹                 |                                                              |                                                                                         |
| چاد                    | ۱۹۵۹                 |                                                              |                                                                                         |
| برونئی                 | ۱۹۵۹                 |                                                              |                                                                                         |
| بنین                   | ۱۹۵۹                 |                                                              |                                                                                         |
| نیجر                   | ۱۹۵۹                 |                                                              |                                                                                         |
| سنگاپور                | ۱۹۵۹                 |                                                              |                                                                                         |
| ساحل عاج               | ۱۹۵۹                 |                                                              |                                                                                         |
| ایالات متحده آمریکا    | ۱۹۶۰                 | ۱۷۷۷                                                         | ۱۹۶۰ (افزودن یک ستاره)                                                                  |
| توگو                   | ۱۹۶۰                 |                                                              |                                                                                         |
| گابن                   | ۱۹۶۰                 |                                                              |                                                                                         |
| قبرس                   | ۱۹۶۰                 | ۱۹۶۰                                                         | ۲۰۰۶(modification)                                                                      |
| سنگال                  | ۱۹۶۰                 |                                                              |                                                                                         |
| نیجریه                 | ۱۹۶۰                 |                                                              |                                                                                         |
| مالی                   | ۱۹۶۱                 |                                                              |                                                                                         |
| سیرالئون               | ۱۹۶۱                 |                                                              |                                                                                         |
| کویت                   | ۱۹۶۱                 |                                                              |                                                                                         |
| الجزایر                | ۱۹۶۲                 |                                                              |                                                                                         |
| جامائیکا               | ۱۹۶۲                 |                                                              |                                                                                         |
| ترینیداد و توباگو      | ۱۹۶۲                 |                                                              |                                                                                         |
| اوگاندا                | ۱۹۶۲                 |                                                              |                                                                                         |
| نپال                   | ۱۹۶۲                 |                                                              |                                                                                         |
| مالزی                  | ۱۹۵۰                 | ۱۹۵۰                                                         | ۱۹۶۳ (14-point star و ۱۴ stripes)                                                       |
| کنیا                   | ۱۹۶۳                 |                                                              |                                                                                         |
| تانزانیا               | ۱۹۶۴                 |                                                              |                                                                                         |
| مالت                   | ۱۹۶۴                 | ۱۰۹۱ (غیررسمی)                                               | ۱۹۶۴ (افزودن صلیب جورج)                                                                 |
| زامبیا                 | ۱۹۶۴                 | ۱۹۶۴                                                         | ۱۹۹۶ (green field changed to a darker shade)                                            |
| کانادا                 | ۱۹۶۵                 | ۱۹۶۵                                                         | ۱۹۶۵                                                                                    |
| گامبیا                 | ۱۹۶۵                 | ۱۹۶۵                                                         | ۱۹۶۵                                                                                    |
| غنا                    | ۱۹۶۶                 | ۱۹۵۷                                                         | ۱۹۵۷                                                                                    |
| بوتسوانا               | ۱۹۶۶                 |                                                              |                                                                                         |
| باربادوس               | ۱۹۶۶                 |                                                              |                                                                                         |
|                        |                      |                                                              |                                                                                         |
| سنت لوسیا              | ۱۹۷۹                 | ۱۹۶۷                                                         | ۲۰۰۲                                                                                    |
| بوروندی                | ۱۹۶۷                 | ۱۹۶۲                                                         | ۱۹۸۲ (نسبت تغییر کرد from 2:3 to ۳:۵)                                                   |
| نائورو                 | ۱۹۶۸                 | ۱۹۶۸                                                         | ۱۹۶۸                                                                                    |
| موریس                  | ۱۹۶۸                 | ۱۹۶۸                                                         | ۱۹۶۸                                                                                    |
| مکزیک                  | ۱۹۶۸                 | ۱۸۲۱ (نخستین پرچم امپراتوری مکزیک)                           | ۱۹۶۸ (نشان modified)                                                                    |
| اسواتینی               | ۱۹۶۸                 | ۱۹۶۸                                                         | ۱۹۶۸                                                                                    |
| بوتان (کشور)           | ۱۹۶۹                 | ۱۹۴۷                                                         | ۱۹۶۹ (رنگ نیمه پایین از قرمز به نارنجی تغییر رکد)                                       |
| سودان                  | ۱۹۷۰                 | ۱۹۷۰                                                         | ۱۹۷۰                                                                                    |
| فیجی                   | ۱۹۷۰                 | ۱۹۲۴                                                         | ۱۹۷۰ (emblem on flag changed)                                                           |
| پاپوآ گینه نو          | ۱۹۷۱                 | ۱۹۷۱                                                         | ۱۹۷۱                                                                                    |
| قطر                    | ۱۹۷۱                 | ۱۹۴۹                                                         | ۱۹۷۱ (proportion modified)                                                              |
| آندورا                 | ۱۹۷۱                 | ۱۸۶۶                                                         | ۱۹۷۱ (نشان modified)                                                                    |
| نیکاراگوئه             | ۱۹۷۱                 | ۱۸۲۳ (as provincial flag within جمهوری فدرال آمریکای مرکزی)  | ۱۹۰۸ (نشان modified)                                                                    |
| امارات متحده عربی      | ۱۹۷۱                 | ۱۹۷۱                                                         | ۱۹۷۱                                                                                    |
| بنگلادش                | ۱۹۷۲                 | ۱۹۷۱                                                         | ۱۹۷۲ (remove of country's map)                                                          |
| سری‌لانکا               | ۱۹۷۲                 | ۱۹۴۸                                                         | ۱۹۷۲ (four leaves of the انجیر معابد were added to the corners of the flag)             |
| لوکزامبورگ             | ۱۹۷۲                 | ۱۸۴۵                                                         | ۱۸۴۵                                                                                    |
| عربستان سعودی          | ۱۹۷۳                 | ۱۹۳۲                                                         | ۱۹۷۳ (طراحی شمشیر modified)                                                             |
| باهاما                 | ۱۹۷۳                 | ۱۹۷۳                                                         | ۱۹۷۳                                                                                    |
| گینه بیسائو            | ۱۹۷۳                 | ۱۹۷۳                                                         | ۱۹۷۳                                                                                    |
| گرنادا                 | ۱۹۷۴                 | ۱۹۷۴                                                         | ۱۹۷۴                                                                                    |
| کامرون                 | ۱۹۷۵                 | ۱۹۵۷                                                         | ۱۹۷۵ (یک ستاره زرد میان آن افزوده شد)                                                   |
| سائوتومه و پرنسیپ      | ۱۹۷۵                 | ۱۹۷۵                                                         | ۱۹۷۵                                                                                    |
| آنگولا                 | ۱۹۷۵                 | ۱۹۷۵                                                         | ۱۹۷۵                                                                                    |
| سورینام                | ۱۹۷۵                 | ۱۹۷۵                                                         | ۱۹۷۵                                                                                    |
| لائوس                  | ۱۹۷۵                 | ۱۹۴۵ (توسط دولت Lao Issara)                                  | ۱۹۴۵                                                                                    |
| جیبوتی                 | ۱۹۷۷                 | ۱۹۷۷                                                         | ۱۹۷۷                                                                                    |
| جزایر سلیمان           | ۱۹۷۷                 | ۱۹۷۷                                                         | ۱۹۷۷                                                                                    |
| تووالو                 | ۱۹۹۷                 | ۱۹۷۸                                                         | ۱۹۹۷ (استفاده دوباره پرچم ۱۹۷۸)                                                         |
| دومینیکا               | ۱۹۹۰                 | ۱۹۷۸                                                         | ۱۹۹۰ (yellow side of green stars removed, اما امروز طراح قدیم به ندرت کاربرد دارد)      |
| یونان                  | ۱۹۷۸                 | ۱۸۲۲ (naval ensign)                                          | ۱۹۷۸ (lوflag abolished)                                                                 |
| جزایر مارشال           | ۱۹۷۹                 | ۱۹۷۹                                                         | ۱۹۷۹                                                                                    |
| کیریباتی               | ۱۹۷۹                 | ۱۹۷۹                                                         | ۱۹۷۹                                                                                    |
| گینه استوایی           | ۱۹۷۹                 | ۱۹۷۲                                                         | ۱۹۷۹ (قبول دوباره ofنشان به واسطه سقوط رژیم فرانسیسکو ماسیاس انگوئما)                   |
| ایالات فدرال میکرونزی  | ۱۹۷۹                 | ۱۹۶۵ (as Flag of the TTPI which had 6 stars above)           | ۱۹۷۹ (two stars removed به واسطه reorganization of the Territory)                       |
| وانواتو                | ۱۹۸۰                 | ۱۹۸۰                                                         | ۱۹۸۰                                                                                    |
| سوریه                  | ۱۹۸۰                 | ۱۹۵۸                                                         | ۱۹۸۰                                                                                    |
| زیمبابوه               | ۱۹۸۰                 | ۱۹۸۰                                                         | ۱۹۸۰                                                                                    |
| ایران                  | ۱۹۸۰                 | ۱۹۸۰                                                         | ۱۹۸۰ (به واسطه انقلاب اسلامی)                                                           |
| پالائو                 | ۱۹۸۱                 | ۱۹۸۱                                                         | ۱۹۸۱                                                                                    |
| بلیز                   | ۱۹۸۱                 | ۱۹۸۱                                                         | ۱۹۸۱                                                                                    |
| اسپانیا                | ۱۹۸۱                 | ۱۷۸۵                                                         | ۱۹۸۱ (نشان replaced)                                                                    |
| موزامبیک               | ۱۹۸۳                 | ۱۹۷۵                                                         | ۱۹۸۳ (تغییر emblem on the left side of flag)                                            |
| سنت کیتس و نویس        | ۱۹۸۳                 | ۱۹۸۳                                                         | ۱۹۸۳                                                                                    |
| بورکینافاسو            | ۱۹۸۴                 | ۱۹۸۴                                                         | ۱۹۸۴                                                                                    |
| مصر                    | ۱۹۷۲                 | ۱۹۵۳                                                         | ۱۹۸۴                                                                                    |
| سنت وینسنت و گرنادین‌ها | ۱۹۸۵                 | ۱۹۸۵                                                         | ۱۹۸۵                                                                                    |
| هائیتی                 | ۱۹۸۶                 | ۱۸۰۶                                                         | ۱۹۸۶ (قبول دوباره به واسطه سقوط رژیم Duvalier)                                          |
| نامیبیا                | ۱۹۹۰                 | ۱۹۹۰                                                         | ۱۹۹۰                                                                                    |
| یمن                    | ۱۹۹۰                 | ۱۹۹۰                                                         | ۱۹۹۰                                                                                    |
| مولدووا                | ۱۹۹۰                 | ۱۹۹۰                                                         | ۲۰۱۰ (emblem copied to reverse side)                                                    |
| ارمنستان               | ۱۹۹۰                 | ۱۹۱۸                                                         | ۱۹۹۰                                                                                    |
| کرواسی                 | ۱۹۹۰                 | ۱۴۹۹                                                         | ۱۹۹۰ (red star جایگزین شد بانشان)                                                       |
| روسیه                  | ۱۹۹۱                 | ۱۷۰۰                                                         | ۱۹۹۳ (نسبت تغییر کرد)                                                                   |
| بلغارستان              | ۱۹۹۱                 | ۱۸۷۹                                                         | ۱۹۹۱ (برداشتن state emblem)                                                             |
| جمهوری کنگو            | ۱۹۹۱                 | ۱۹۵۹                                                         |                                                                                         |
| اسلوونی                | ۱۹۹۱                 | ۱۸۴۸                                                         | ۱۹۹۱ (red star جایگزین شد بانشان)                                                       |
| ازبکستان               | ۱۹۹۲                 | ۱۹۹۲                                                         | ۱۹۹۲                                                                                    |
| مغولستان               | ۱۹۹۲                 | ۱۹۴۰                                                         | ۱۹۹۲ (برداشتن ستاره socialist)                                                          |
| قرقیزستان              | ۱۹۹۲                 | ۱۹۹۲                                                         | ۱۹۹۲                                                                                    |
| آلبانی                 | ۱۹۹۲                 | ۱۴۴۴                                                         | ۱۹۹۲ (قبول دوباره)                                                                      |
| برزیل                  | ۱۹۹۲                 | ۱۸۸۹                                                         | ۱۹۹۲ (افزودن شش ستاره)                                                                  |
| اسلواکی                | ۱۹۹۲                 | ۱۸۴۸                                                         | ۱۹۹۲                                                                                    |
| کیپ ورد                | ۱۹۹۲                 | ۱۹۹۲                                                         | ۱۹۹۲                                                                                    |
| تاجیکستان              | ۱۹۹۲                 | ۱۹۹۲                                                         | ۱۹۹۲                                                                                    |
| جمهوری چک              | ۱۹۹۳                 | ۱۹۲۰                                                         | ۱۹۲۰                                                                                    |
| اریتره                 | ۱۹۹۳                 | ۱۹۹۳                                                         | ۱۹۹۵ (نسبت تغییر کرد)                                                                   |
| کامبوج                 | ۱۹۹۳                 | ۱۹۴۸                                                         | ۱۹۹۳ (قبول دوباره)                                                                      |
| آفریقای جنوبی          | ۱۹۹۴                 | ۱۹۹۴                                                         | ۱۹۹۴                                                                                    |
| بلاروس                 | ۱۹۹۵                 | ۱۹۵۱                                                         | ۲۰۱۲ (۱۹۹۵ طراحی به همراه یک thicker ornament pattern)                                  |
| مقدونیه شمالی          | ۱۹۹۵                 | ۱۹۹۵                                                         | ۱۹۹۵                                                                                    |
| عمان                   | ۱۹۹۵                 | ۱۹۷۰                                                         | ۱۹۹۵ (middle bوto equal size)                                                           |
| قزاقستان               | ۱۹۹۲                 | ۱۹۹۲                                                         | ۱۹۹۲                                                                                    |
| اتیوپی                 | ۱۹۹۶                 | ۱۹۹۶                                                         | ۲۰۰۹ (larger central disc)                                                              |
| سیشل                   | ۱۹۹۶                 | ۱۹۹۶                                                         | ۱۹۹۶                                                                                    |
| بوسنی و هرزگوین        | ۱۹۹۸                 | ۱۹۹۸                                                         | ۱۹۹۸                                                                                    |
| ترکمنستان              | ۱۹۹۲                 | ۱۹۹۲                                                         | ۲۰۰۱ (نسبت وornament طراحی adjusted)                                                    |
| رواندا                 | ۲۰۰۱                 | ۲۰۰۱                                                         | ۲۰۰۱                                                                                    |
| کومور                  | ۲۰۰۲                 | ۲۰۰۲                                                         | ۲۰۰۲                                                                                    |
| بحرین                  | ۲۰۰۲                 | ۱۹۳۲                                                         | ۲۰۰۲ (کاستن نقطه‌های سفید به ۵)                                                          |
| تیمور شرقی             | ۲۰۰۲                 | ۱۹۷۵                                                         | ۱۹۷۵                                                                                    |
| گرجستان                | ۲۰۰۴                 | ۱۳۵۰ (approx. وdisputed)                                     | ۲۰۰۴ (proportions defined)                                                              |
| مونته‌نگرو              | ۲۰۰۴                 | ۲۰۰۴                                                         | ۲۰۰۴ (نخستین انتشار)                                                                    |
| جمهوری دموکراتیک کنگو  | ۲۰۰۶                 | ۱۹۶۳                                                         | ۲۰۰۶ (بازگشت به ۱۹۶۶ طراحی، lighter blue)                                               |
| ونزوئلا                | ۲۰۰۶                 | ۱۸۱۰                                                         | ۲۰۰۶ (افزودن یک ستاره)                                                                  |
| لسوتو                  | ۲۰۰۶                 | ۲۰۰۶                                                         | ۲۰۰۶                                                                                    |
| کوزوو                  | ۲۰۰۸                 | ۲۰۰۸                                                         |                                                                                         |
| عراق                   | ۲۰۰۸                 | ۱۹۶۳                                                         | ۲۰۰۸ (برداشتن stars, تغییر script)                                                      |
| میانمار                | ۲۰۱۰                 | ۲۰۱۰                                                         | ۲۰۱۰                                                                                    |
| سودان جنوبی            | ۲۰۱۱                 | ۲۰۰۵                                                         | ۲۰۱۱ (proportions defined, independent state)                                           |
| لیبی                   | ۲۰۱۱                 | ۱۹۵۱                                                         | ۱۹۵۱                                                                                    |
| مالاوی                 | ۲۰۱۲                 | ۱۹۶۴                                                         | ۱۹۶۴                                                                                    |
| امارت اسلامی افغانستان | ۲۰۲۱                 | ۱۹۹۷‌                                                         | ۲۰۲۱ (پس از هجوم طالبان و سقوط کابل)                                                    |